# Storm Bay
La Storm Bay est une baie du sud-est de la Tasmanie. Elle donne sur l'estuaire de la Derwent River et le port de Hobart.
La première exploration européenne de cette baie date d'Abel Tasman en 1642.